# Ukrainas självständighetsdag
Ukrainas självständighetsdag (ukrainska День Незалежності України) är en allmän helgdag i Ukraina, och firas 24 augusti till minne av Ukrainas självständighetsförklaring 1991.

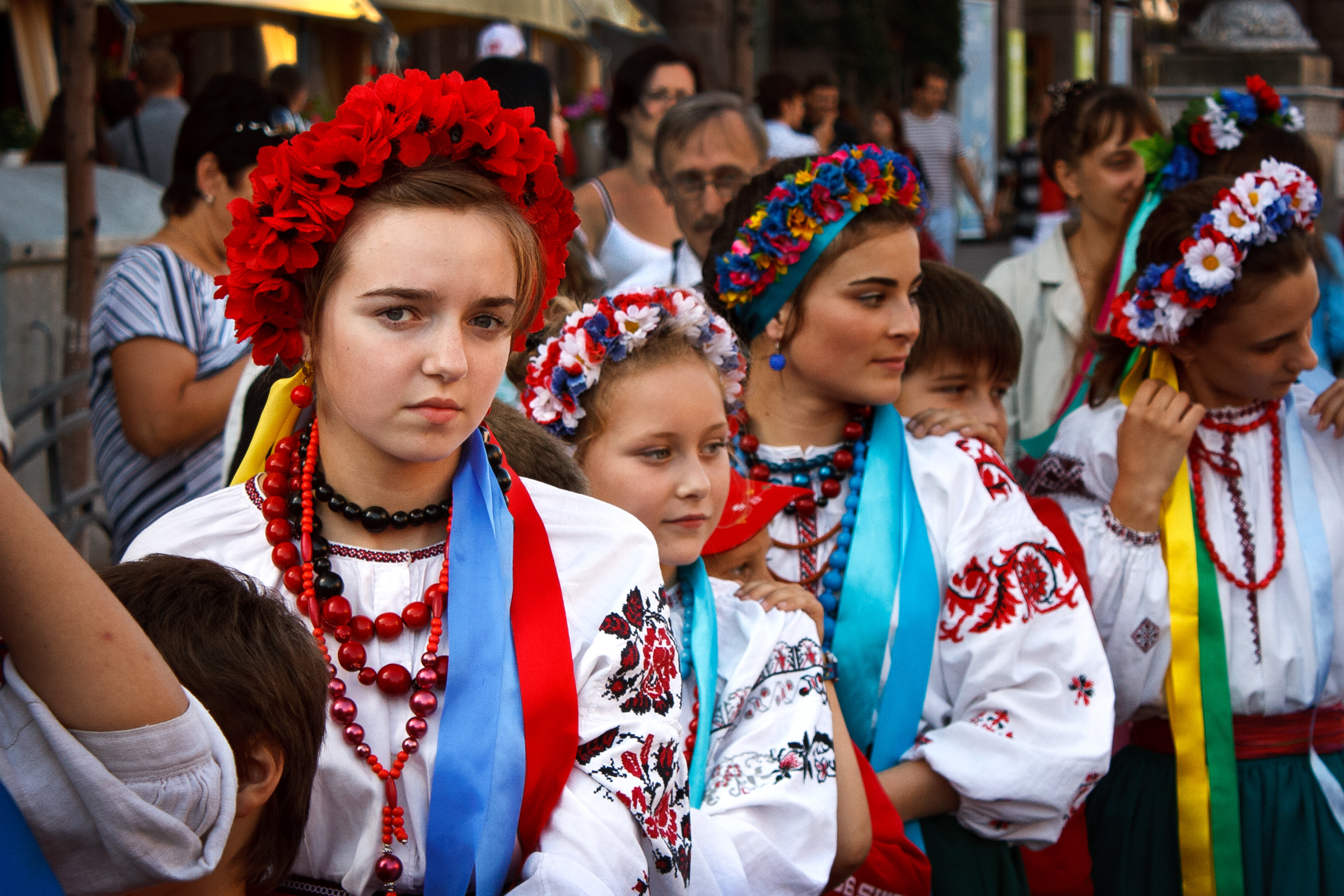

Första gången man firade var 16 juli 1991, då på dagen ett år efter Ukrainas statssuveränitetsförklaring accepterats av Verchovna Rada 1990. Men då självständigheten utropades, och bekräftades vid en folkomröstning den 1 december 1991, flyttades datumet.
Sedan 2004 firas 23 augusti som Ukrainas nationalflaggas dag, som förberedelse för firandet av självständighetsdagen.